# إدارة العصر الرقمي
في النقاش السائد في الإدارة العامة حول نموذج الإدارة العامة الجديدة (NPM)ـ فإن مفهوم إدارة العصر الرقمي (أو DEG)، حسب رأي باتريك دونليفي وهيلين مارجيتس والمؤلفين المساهمين معهما، يحل محل نموذج الإدارة العامة الجديدة منذ الفترة بين 2000 إلى 2005. وتضم إدارة العصر الرقمي ثلاثة عناصر رئيسية، هي: إعادة التكامل(إعادة الأمور إلى سيطرة الحكومة، مثل تأمين مطارات الولايات المتحدة بعد التاسع من نوفمبر)، الكلانية المستندة إلى الاحتياجات (إعادة تنظيم الحكومة حول مجموعات عملاء مميزة)، والرقمنة (الاستفادة الكاملة من إمكانيات التخزين الرقمي واتصالات الإنترنت لتطوير الإدارة).